# 508 a.C.
Il 508 a.C. (DVIII a.C. in numeri romani) è un anno  del VI secolo a.C.

## Eventi

### Grecia
- Riforma del governo di Atene ad opera di Clistene.
- Occupazione di Samotracia da parte dei persiani

### Roma
- Consoli romani:  Tito Lucrezio Tricipitino I, Publio Valerio Publicola II
- Porsenna pone Roma sotto assedio
  - Orazio Coclite difende il pons Sublicius
  - tentativo di Gaio Muzio Scevola di assassinare Porsenna

- Trattato di non belligeranza fra Roma e Cartagine, secondo il calcolo di Polibio.